# Maurice Bondon
Maurice Bondon est un arbitre français de football des années 1950 et 1960. Il officia en première division française de 1953 à 1967.

## Carrière
Il a officié dans des compétitions majeures : 
- Coupe Charles Drago 1953 (finale)
- Coupe Charles Drago 1959 (finale)
- Coupe Charles Drago 1963 (finale)
- Challenge des champions 1956[2].